# Sekhemkarê (fils de Khéphren)
Pour l’article homonyme, voir Sekhemkarê.
Sekhemkarê est un vizir de la Ve dynastie. Fils du roi Khéphren et de la reine Hékenouhedjet,, il est vizir au début de la dynastie suivante, sous les règnes d'Ouserkaf et de Sahourê,. Sekhemkarê est le seul fils de Khéphren dont la mort peut être datée de façon assez sûre d'un règne précis, en l'occurrence celui de Sahourê.

## Famille
Sekhemkarê est le fils de Khéphren et de Hékenouhedjet, tous deux mentionnés dans sa tombe. Un certain nombre de descendants sont également mentionnés :
- Sekhemkarê II, fils aîné et connaissance royale.
- Horkhaf, fils et connaissance royale.
- Khafrê-ânkh, fils et connaissance royale.
- Khafrê-bab, fils et connaissance royale.

## Sépulture
La tombe de Sekhemkarê, connue sous le nom de G 8154, est située dans le cimetière central qui fait partie de la nécropole de Gizeh qui contient plusieurs sépultures de membres de la famille royale de Khéphren.
Sa tombe est située au sud-ouest de celle de son frère Nikaurê (G 8158) et au nord-ouest des tombes de Niouserrê (G 8140) et de Niânkhrê (G 8130). La tombe taillée dans le roc est située au nord-ouest du complexe de la reine Khentkaous Ire et au sud-est de la pyramide de Khéphren.
Sur les chambranles de l'entrée de la tombe, Sekhemkarê est identifié comme :
- « fils du roi de son corps »,
- « prince héréditaire »,
- « comte »,
- « conseiller »,
- « scelleur du roi de Basse-Égypte »,
- « prêtre-lecteur en chef de son père »,
- « seul compagnon »,
- « secrétaire de la Maison du Matin »,
- « assistant du (dieu) Douaou »,
- « secrétaire de son père ».

Dans d'autres scènes, il porte les titres supplémentaires de « chef de la justice », de « vizir » et de « directeur du palais ». Dans l'une des salles, une inscription retrace sa carrière à la cour sous les règnes des rois successifs, :
vénéré devant le roi son père, devant le Grand Dieu,
devant le roi de Haute et Basse-Égypte Khafrê,
devant le roi de Haute et Basse Égypte Menkaourê,
devant le roi de Haute et Basse Égypte Chepseskaf,
devant le roi de Haute et Basse-Égypte Ouserkaf,
devant le roi de Haute et Basse-Égypte Sahourê.

## Liens
1. ↑  Page concernant G 8154 sur gizapyramids.org
2. ↑  Page concernant Sekhemkarê sur gizapyramids.org